# لی جی یونگ (ورزشکار)
لی جی یونگ (انگلیسی: Lee Ji-young؛ زادهٔ ۲۶ نوامبر ۱۹۷۱) بازیکن هاکی روی چمن اهل کره جنوبی است.